# Macalpinomyces tripogonis
Macalpinomyces tripogonis är en svampart som först beskrevs av M.S. Patil, och fick sitt nu gällande namn av Vánky 1996. Macalpinomyces tripogonis ingår i släktet Macalpinomyces och familjen Ustilaginaceae.   Inga underarter finns listade i Catalogue of Life.